# Riwnia
Riwnia (ukr. Рівня) – wieś na Ukrainie w rejonie wierchowińskim obwodu iwanofrankiwskiego.